# Anna Raadsveld
Anna Raadsveld (IJlst, 22 mei 1990) is een Nederlands actrice.

## Biografie
Raadsveld werd geboren in IJlst en groeide op in Friesland. Ze maakte in 2007 haar acteerdebuut in de film Timboektoe. In deze film speelt ze Annabel, de beste vriendin van Isa, gespeeld door Bo Maerten. Hierna speelde ze in de telefilm De fuik en diverse rollen in het kortefilmproject Kort!, experimentele films van jonge filmmakers die op de Nederlandse televisie werden uitgezonden als filmreeks. 
In 2010 had Raadsveld de hoofdrol in de telefilm LelleBelle. In 2013 was ze te zien in de openingsfilm van het Nederlands Filmfestival, Hoe duur was de suiker van regisseur Jean van de Velde. In het seizoen 2013/2014 speelde ze bij Toneelgroep Amsterdam in de voorstellingen De vrek, Othello en Opening Night onder regie van Ivo van Hove. In 2015 speelde zij in Solness van Het Nationale Toneel (regie Theu Boermans). Ook speelde zij in 2015 de hoofdrol van Ietje van Dijk in de televisieserie Goedenavond dames en heren, uitgezonden door Omroep MAX, een rol geïnspireerd door omroepcoryfee Mies Bouwman uit de beginjaren van de Nederlandse televisie.
Raadsveld studeerde van 2010 tot en met 2014 aan de Toneelacademie Maastricht en studeerde af in 2014 met de voorstelling De Meeuw van Tsjechov.
Raadsveld is al een aantal jaren te zien in Human-programma De vloer op en De vloer op jr..

## Filmografie
- Timboektoe (2007) - Annabel
- De fuik (2008) - Andrea
- Terugweg (2008) - Luna
- Roes (afl. "Zweven", 2008) - Leslie
- De Daltons, de jongensjaren (afl. "Zomerregen", 2008) - Klaske
- LelleBelle (telefilm, 2010) - Belle
- Overspel (2011) - Rosie
- Smoorverliefd (2013) - Anna
- Hoe duur was de suiker (2013) - Elza
- Moordvrouw (2014) - Stella Nanninga - vriendin Vera
- Goedenavond dames en heren (2015) - Ietje van Dijk
- Riphagen (2016) - Betje
- B.A.B.S. (2017) - Laura
- Get Lost (2018) - Fem[3]
- Praten met de Nachtwacht (2025) - Saskia Uylenburgh